# 威廉·D·柏易斯
威廉·迪克森·柏易斯（英語：William Dickson " WD " Boyce，1858年6月16日—1929年6月11日）是美國報紙發行人、企業家、雜誌出版商和探險家，同時也是美國童軍創始人。他出生於賓夕法尼亞州阿利根尼縣，早期十分熱愛戶外活動。在先後擔任過教師和礦工後，柏易斯為了於俄亥俄州伍斯特學院教書而轉而於美國中西部和加拿大活躍。之後從商的柏易斯成功創辦多家報紙，包括在曼尼托巴溫尼伯發行的《商業金融》（The Commercial），以及在北達科他州里斯本創辦的《里斯本快報》（Lisbon Clipper）。為了達到更龐大的創業雄心，他與他的第一任妻子瑪麗·簡·比科姆（Mary Jane Beacom）搬到芝加哥。隨後他建立了相互報紙出版公司（Mutual Newspaper Publishing Company）並且迎合農村觀眾和發行報紙，並且雇用了上萬名報童。柏易斯本人大力支持工人權利，並且透過企業能力支持工會和其所關心的報童生活品質。

## 外部連結
- Ottawa Scouting Museum, Ottawa, Illinois
- Ottawa Visitors Center （页面存档备份，存于）, Ottawa, Illinois